# فاصل عزل

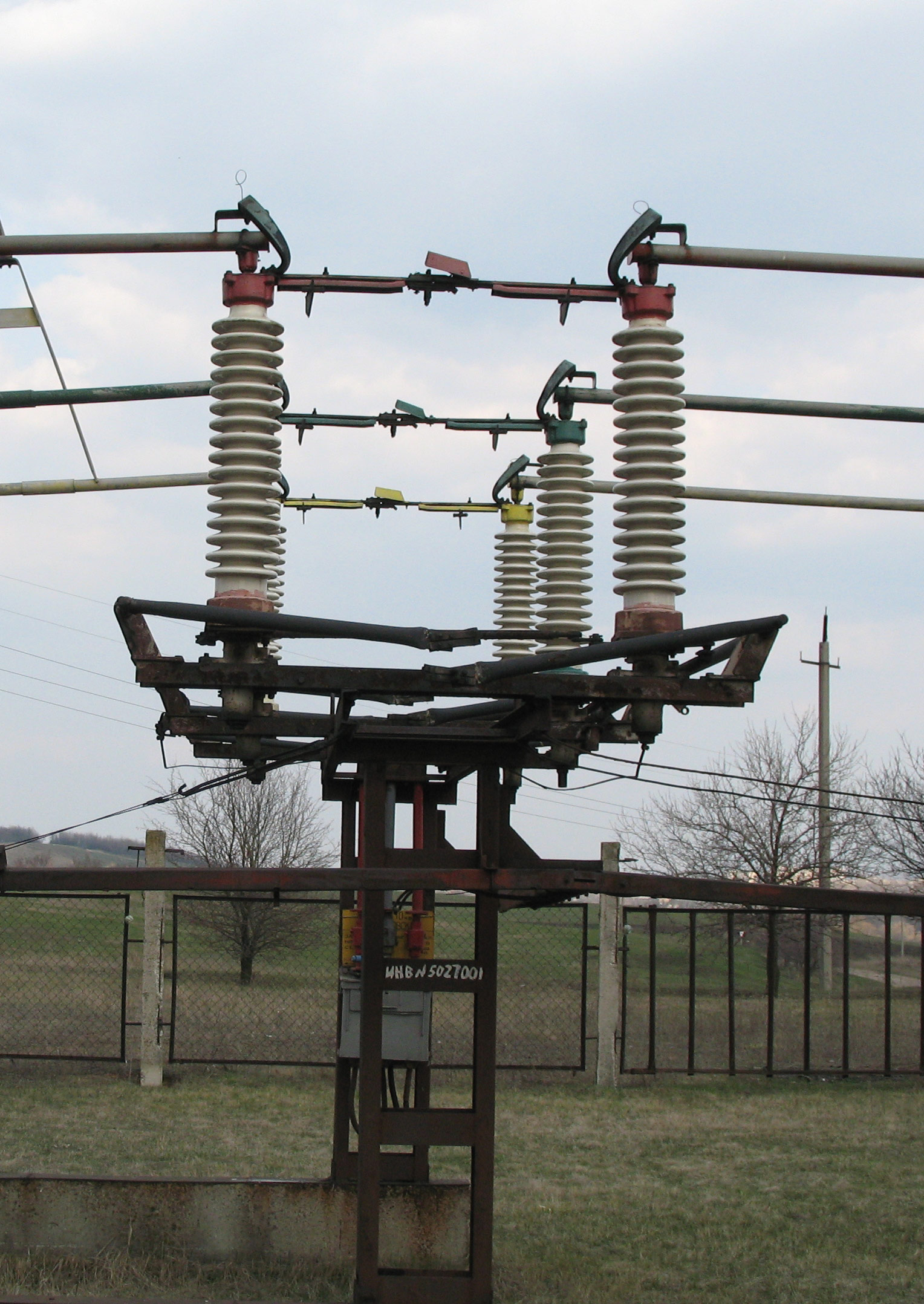
فاصل العزل عالي الجهد

فاصل العزل أو قاطع الفصل (بالإنجليزية: Disconnector)‏ في الهندسة الكهربائية، هو مفتاح يستخدم للتأكد من أن الدارة الكهربائية غير نشطة كليا أثناء الخدمة أو الصيانة. وغالبا ما توجد بعض المقاليد في تطبيقات التوزيع الكهربائي أو التطبيقات الصناعية، حيث تتم إزالة مصدر الطاقة لتعديله أو إصلاحه. تستخدم فواصل العزل ذات الجهد العالي في محطات التوزيع الكهربائية للسماح لعزل جهاز ما مثل فاصم الدارة، المحولات وخطوط النقل من أجل الصيانة. وعادة لا يوجد فاصل العزل في التحكم الطبيعي للدائرة، ولكن فقط لأمان العزل. ويمكن أن تعمل القواطع يدويا أو تلقائيا (فاصل عزل محركي).
على عكس مقلاد الحمل فواصم الدارة، فإن فواصل العزل تفتقر إلى وجود آلية لتعامل مع القوس الكهربائي، والتي تحدث عندما تنقطع الموصلات التي تحمل تيارات عالية كهربائيًا. ولذلك، فإن هذه الأجهزة تعمل عندما ينقطع التيار بواسطة جهاز تحكم آخر. لوائح السلامة للمنشأة تمنع أي محاولة لفتح فاصل العزل أثناء تغذيته للدارة الكهربائية. وتتطلب المعايير في بعض الدول للأمان إما عوازل للمحركات المحلية أو فصل للأحمال العالية.
تمتلك فواصل العزل أحكاماً وأساسيات للقطع وبالتالي فإن عملية القطع غير المقصودة تكون غير ممكنة. في أنظمة الجهد العالي أو المعقدة، هذه القواطع تكون جزء من نظام تعشيق مفاتيح الغلق لضمان التشغيل الصحيح للنظام. في بعض التصاميم، مفتاح العزل يملك القدرة على تأريض الدائرة المعزولة وبالتالى توفير سلامة إضافية. ومثل هذا الترتيب ينطبق على الدوائر المرتبطة بأنظمة توزيع الطاقة والتي تحتاج نهايات الدوائر بها أن تكون معزولة.
مقتاح القطع يحتوى على خصائص القاطع ومفتاح الحمل، ولذلك فإنها توفر دالة العزل الآمنة التي تكون قادرة على تشغيل وفصل التيارات المقننة.

## مفتاح قطع متكامل

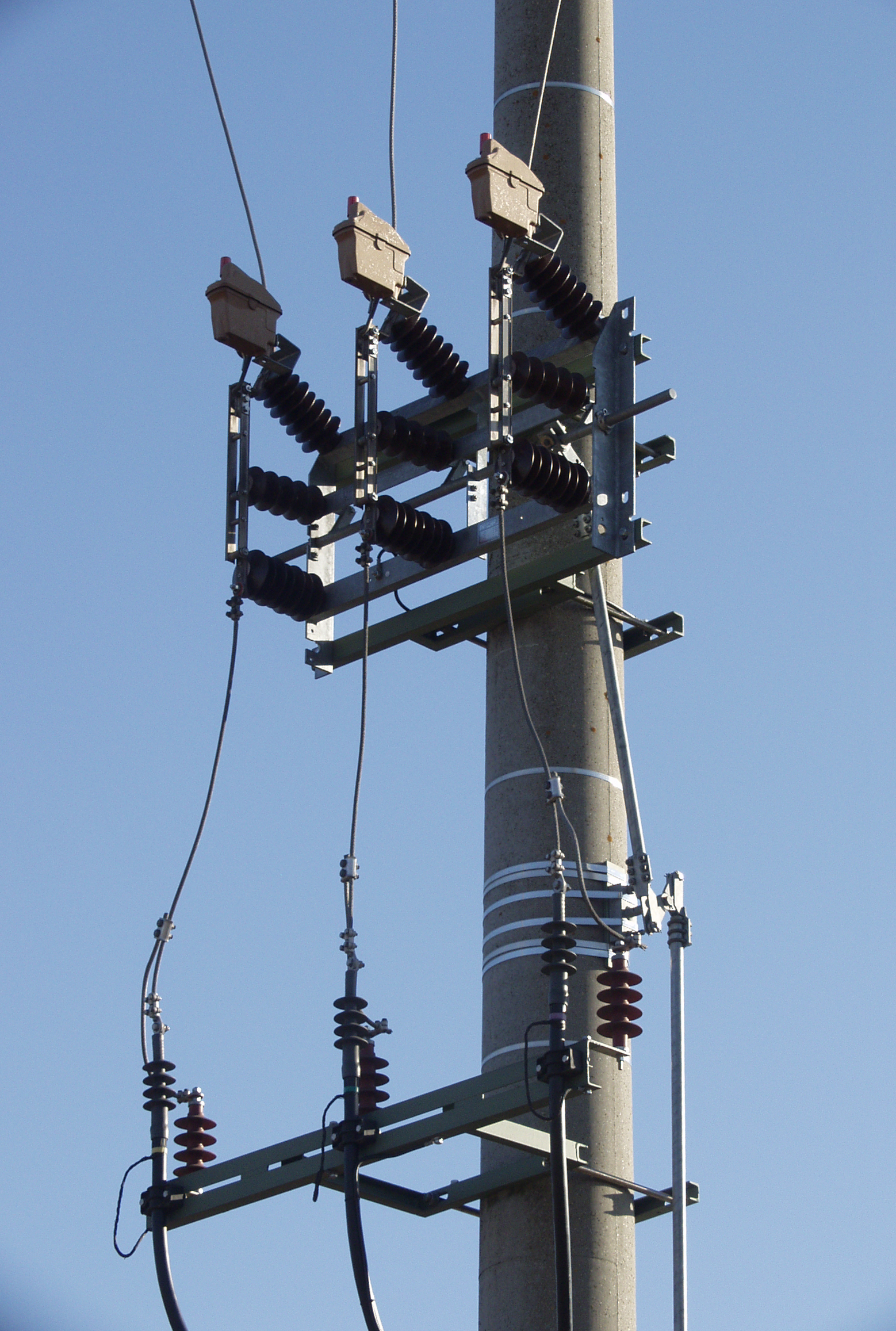
قواطع جهود متوسطة

في قاطع التيار، تتكامل القواطع في غرفة الفصل، مما يلغي الحاجة إلى وجود قواطع منفصلة. الغرض من وجودها الجهاز المركب هو تقليل الصيانة وزيادة الاعتمادية والتواجدية. استخدام هذا الجهاز بدلا من القاطع يكون محدودًا بسبب وجود الفجوة المفتوحة والكثير من الشكوك أثناء فترة السلامة تنشأ أثناء أنشطة الصيانة. حيث يعتمد على مفتاح التأريض المستخدم ويجب زيادة الأداء على القيمة النموذجية.
مفاتيح القطع المعرضة للهواء الجوي تحتاج عادة إلى الصيانة المستمرة كل 5 سنوات (كل عامين في ظل ظروف الملوثة جدًا)، في حين أن قواطع التيار فترات الصيانة لها كل 15 عاما.